# Krist Novoselic
Krist Anthony Novoselic (* 16. května 1965, Compton, Kalifornie, USA) je americký politik, předseda strany Cascade party of Washington a bývalý muzikant, nejvíce známý jako baskytarista grungeové skupiny Nirvana. V písni Jesus Doesn't Want Me for a Sunbeam z alba MTV Unplugged in New York hraje na akordeon. Je bývalý předseda strany Forward party ve Washingtonu.
Jméno Novoselic v originále zní Novoselić, jeho rodiče byli chorvatští přistěhovalci.
Roku 1979 se s rodiči přestěhoval do Aberdeenu ve státě Washington. Nebyl zde moc spokojen a často trpěl depresemi, protože ho místní vrstevníci neměli příliš v oblibě – snažil se, aby se to změnilo (dokonce si začal říkat Chris). Mezitím si oblíbil Black Sabbath a Led Zeppelin. Rodiče ho na rok poslali za dědou do Jugoslávie, kde studoval gymnázium a také zde poznal punk, po roce se však vrátil.
Po dokončení střední školy založil skupinu Stiff Woodies, která ale dlouho nevydržela. V té době se setkal s Kurtem Cobainem a založili kapelu Fecal Matter a později Nirvanu. Po rozpadu Nirvany působil v kapelách Sweet 75 a Eyes Adrift. Hostoval ve Foo Fighters.
V květnu 2023 vstoupil do politické strany Forward party a stal se předsedou strany ve svém vyrůstajícím státě ve Washingtonu. Ze strany začátkem roku 2024 odešel a založil vlastní regionální politickou stranu Cascade party of Washington.